# Еверглейдс
26°00′ пн. ш. 80°42′ зх. д. / 26° пн. ш. 80.7° зх. д.
Термін «Еверглейдс» також може посилатися на Національний парк Еверглейдс та на місто Еверглейдс в окрузі Колльєр.

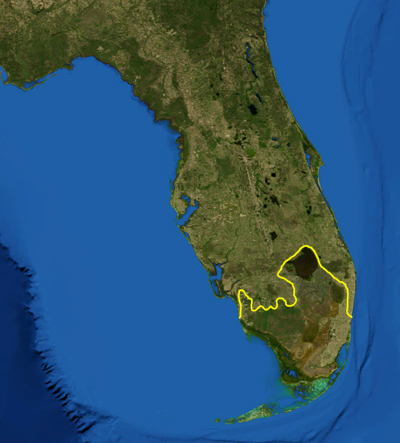
Мапа екорегіону Еверглейдс згідно з Всесвітнім фондом дикої природи, вказана на супутниковому знімку НАСА. Жовта лінія вказує межу двох екорегіонів, «Еверглейдс» та «Південно-Флоридські скелі». Останній екорегіон включає Флорида-Кі (Florida Keys), прибережні острівці та дві ділянки в межах Еверглейдсу.

Флорида-Евергле́йдс (англ. Florida everglades — «болотисті низовини Флориди») — субтропічна заболочена територія, розташована в південній частині американського штату Флорида, зокрема в округах Монро, Колльєр, Палм-Біч, Маямі-Дейд та Бровард.
Хоча більша частина цієї території змінена сільськогосподарською діяльністю в центральній і південній Флориді, природна екосистема все ще існує в південній половині великого басейну біля міста Орландо, відомого як система річки Киссиммі. Киссиммі витікає з долин Тейлор і Фішітінґ та трясовини Наббін та вливається в озеро Окічобі, велике (1 890 км²) мілке (близько 3 м) прісноводне озеро. Озеро Окічобі в період паводку затоплює велику територію Еверглейдс шириною до 60 км і до 160 км завдовжки, рухаючись на південь через майже плоску вапнякову полицю Флоридської затоки на південному кінці штату.
Еверглейдс тягнеться від озера Окічобі на півночі до Флоридської затоки на півдні і раніше межував із болотом Кокскрю на заході і Атлантичним береговим хребтом на сході. Він колись називався «Рівер-ов-Грас» (англ. River of Grass — «річка трави»), через повільний потік води від Окічобі на південь і зарості міч-трави. Вищі ділянки цієї плоскої території вкриті деревами, кипарисами і манграми.
Приблизно 50 відсотків оригінальної території Еверглейдс було втрачено через сільське господарство. Більша частина решти території зараз захищена у національному парку «Еверглейдс», кількох заповідниках та інших природоохоронної територіях. Вода з Еверглейдс все ще використовується для постачання у головні міста області, такі як Маямі. Еверглейдс перетинається від заходу до сходу платною дорогою, що називається «Алігаторовою алеєю», зараз частини дороги № 75. Крім основної території, існує кілька відокремдених ділянок Еверглейдс, таких як території біля річок Маямі і Нью-Рівер на сході і Шарк-Рівер на південному заході.
| США | Це незавершена стаття з географії США. Ви можете допомогти проєкту, виправивши або дописавши її. |